# 磯端町
磯端町（いそばたちょう）は、愛知県名古屋市港区の地名。

## 歴史

### 町名の由来
名古屋港にちなむ地名であるという。

### 沿革
- 1925年（大正14年）4月1日 - 南区築地の一部により、同区磯端町が成立する[3]。
- 1937年（昭和12年）10月1日 - 港区編入に伴い、同区磯端町となる[3]。
- 1973年（昭和48年）10月20日 - 港区千鳥一丁目・千鳥二丁目にそれぞれ編入され消滅[3]。